# Prix du livre européen
Le prix du livre européen est un prix littéraire créé en 2007 par l’association Esprit d’Europe.
Présidé de 2007 à 2011 par Jacques Delors, ancien président de la Commission européenne, puis depuis lors par Pascal Lamy, ancien directeur général de l'Organisation mondiale du commerce, le Prix du Livre européen récompense chaque année un roman et un essai exprimant une vision positive de l'Europe, publiés dans l'un des vingt-huit pays membres de l'Union européenne au cours de l'année écoulée. Ce prix entend promouvoir les valeurs de l'Europe et contribuer à mieux incarner l'Union auprès des citoyens qui la composent. En 2024, le prix est renommé « Prix Jacques Delors du livre européen ».

## Palmarès
- 2007 : Guy Verhofstadt, Les États-Unis d'Europe, éditions Luc Pire
- 2008 : Tony Judt, Après-guerre, une histoire de l'Europe depuis 1945, éditions Armand Colin
- 2009 : 
  - Roman : Mariusz Szczygiel, Gottland, éditions Actes Sud
  - Essai : Sylvie Goulard, L'Europe pour les nuls, éditions First
- 2010 :
  - Roman : Sofi Oksanen, Purge, Stock
  - Essai : Roberto Saviano, La Beauté et l'Enfer, Robert Laffont
- 2011 :
  - Récit : Maxim Leo, Histoire d'un allemand de l'Est, éditions Actes Sud.
  - Essai : Anna Bikont, Le Crime et le Silence. Jedwabne 1941, la mémoire d'un pogrom dans la Pologne d'aujourd'hui, Denoël
- 2012 :
  - Roman : Rolf Bauerdick (de), Le Jour où la Vierge a marché sur la lune, éditions Nil
  - Essai : Luuk Van Middelaar, Le Passage à l'Europe, histoire d'un commencement, Gallimard
- 2013 :
  - Roman : Eduardo Mendoza, Bataille de chats, Le Seuil
  - Essai : Arnaud Leparmentier, Ces Français, fossoyeurs de l’Euro, Plon
- 2014 :
  - Roman :  Pascale Hugues, La Robe de Hannah. Berlin 1904-2014, Les Arènes
  - Essai : Anthony Giddens, Turbulent and Mighty Continent: What Future for Europe?, Polity
- 2015 :
  - Roman : Jean-Pierre Orban, Vera, Mercure de France
  - Essai : Robert Menasse, Un messager pour l’Europe : plaidoyer contre les nationalismes, Buchet/Chastel
- 2016 :
  - Roman : Javier Cercas, L’Imposteur
  - Essai : Erri De Luca, Le Plus et le Moins
- 2017 : 
  - Roman : David Van Reybrouck, Zinc, Actes Sud
  - Essai : Raffaele Simone, Come la democrazia fallisce, Garzanti
- 2018 :
  - Roman : Géraldine Schwarz, Les Amnésiques, Flammarion
  - Essai : Paul Lendvai (en), Orban, Europe’s New Strongman, C Hurst & Co Publishers Ltd
  - Prix spécial du jury : Philippe Sands, Retour à Lemberg, Albin Michel
- 2019 :
  - Roman : Jonathan Coe, Le Cœur de l'Angleterre (Middle England), Gallimard
  - Essai : Laurent Gaudé, Nous, l'Europe banquet des peuples, Actes Sud
- 2020 :
  - Roman : Pavol Rankov (en), C’est arrivé un premier septembre, Gaïa
- 2021 :
  - Roman : Chrístos Chomenídis, Niki, Viviane Hamy
- 2022 :
  - Roman : Antonio Scurati, M, l'homme de la providence, Les Arènes
- 2023 :
  - Roman : Robert Menasse, L'Élargissement
- 2024 :
  - Essai : Karl Schlögel, L'avenir se joue à Kyiv, Éditions Gallimard

## Comité de parrainage
Le Comité de parrainage regroupe des personnalités reconnues pour leur engagement en faveur de la construction européenne. Il a été présidé par Jacques Delors (2007-2011) et Pascal Lamy (depuis 2011).

## Jury
Le jury est composé de journalistes correspondants permanents à Bruxelles et issus de différents pays de l'Union européenne.

### Historique des présidents du jury
- Henning Mankell (2007), écrivain (Suède)
- Jorge Semprún (2008), écrivain, scénariste et homme politique (Espagne)
- Ezio Mauro (2009), directeur du quotidien national La Repubblica (Italie)
- Volker Schlöndorff (2010), réalisateur et écrivain (Allemagne)
- Julian Barnes (2011), écrivain (Royaume-Uni)
- Costa-Gavras (2012), cinéaste (Grèce)
- Bernard-Henri Lévy (2013), philosophe (France)
- Radu Mihaileanu (2014), cinéaste (Roumanie)
- Erri De Luca (2015), écrivain (France)
- Oliver Stone (2016), cinéaste (États-Unis & France)
- Florian Henckel von Donnersmarck (2017), réalisateur et scénariste (Allemagne)
- Krzysztof Warlikowski (2018), metteur en scène (Pologne)
- Barbara Hendricks (2019), cantatrice (Suède)